# Żychlin
Żychlin là một thị trấn thuộc huyện Kutnowski, tỉnh Łódźkie ở trung tâm Ba Lan. Thị trấn có diện tích 9 km². Đến ngày 1 tháng 1 năm 2011, dân số của thị trấn là 8430 người và mật độ 971 người/km².